# Attende Domine

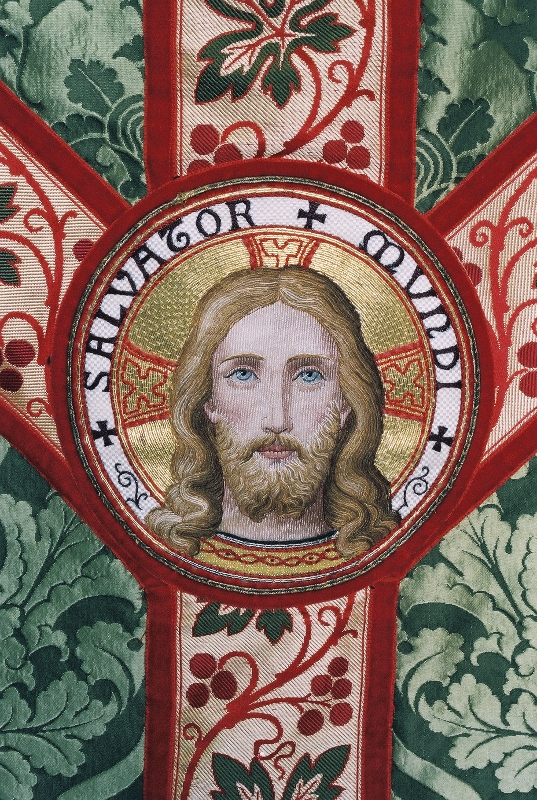
Christus Verlosser

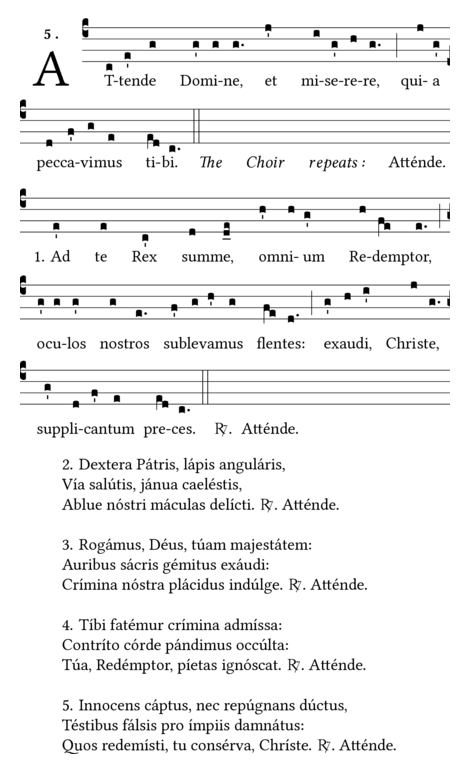

Attende Domine (Luister, Heer) is een gregoriaanse hymne die vanwege het boetvaardige karakter ervan, in de Rooms-Katholieke Kerk vooral wordt gezongen in de Veertigdagentijd. De tekst van de hymne gaat terug op een mozarabisch litanie uit de tiende eeuw. 
De hymne maakt geen deel uit van de vaste liturgie maar wordt gezongen bijvoorbeeld tijdens het uitreiken van de Communie of als slotlied. Het lied heeft het karakter van een beurtzang waarbij de coupletten meestal worden gezongen door een koor terwijl de hele gemeenschap het refrein herhaalt. 

## Tekst
| Latijn | Nederlands |
| --- | --- |
| Attende Domine, et miserere, quia peccavimus tibi. Ad te Rex summe, omnium Redemptor, oculos nostros sublevamus flentes: exaudi, Christe, supplicantum preces. Attende Domine, et miserere, quia peccavimus tibi. Dextera Patris, lapis angularis, via salutis, ianua caelestis, ablue nostri maculas delicti Attende Domine, et miserere, quia peccavimus tibi. Rogamus, Deus, tuam maiestatem: auribus sacris gemitus exaudi: crimina nostra placidus indulge. Attende Domine, et miserere, quia peccavimus tibi. Tibi fatemur crimina admissa contrito corde pandimus occulta: tua Redemptor, pietas ignoscat. Attende Domine, et miserere, quia peccavimus tibi. Innocens captus, nec repugnans ductus, testibus falsis pro impiis damnatus: quos redemisti, tu conserva, Christe. Attende Domine, et miserere, quia peccavimus tibi. | Luister, Heer, en wees genadig, want wij hebben tegen U gezondigd. Tot U, hoogverheven Koning, Verlosser van (ons) allen, heffen wij wenend onze ogen op: verhoor, o Christus, de gebeden van de smekenden. Rechterhand van de Vader, hoeksteen, weg van het heil, toegang tot de hemel, was de smetten van onze zonden af. God, wij smeken uw majesteit: verleen ons zuchten genadig gehoor: vergeef ons goedertieren onze misdaden. Voor U bekennen wij de begane misdaden, met een berouwvol hart leggen wij onze geheimen open: moge uw liefde, o Verlosser, ze vergeven. Onschuldig gevangen, zonder verzet weggevoerd, veroordeeld door valse getuigen tegenover goddelozen: bewaar hen, Christus, die Gij verlost hebt. Luister Heer, en wees genadig, want wij hebben tegen U gezondigd. |